# Garnalenpeller

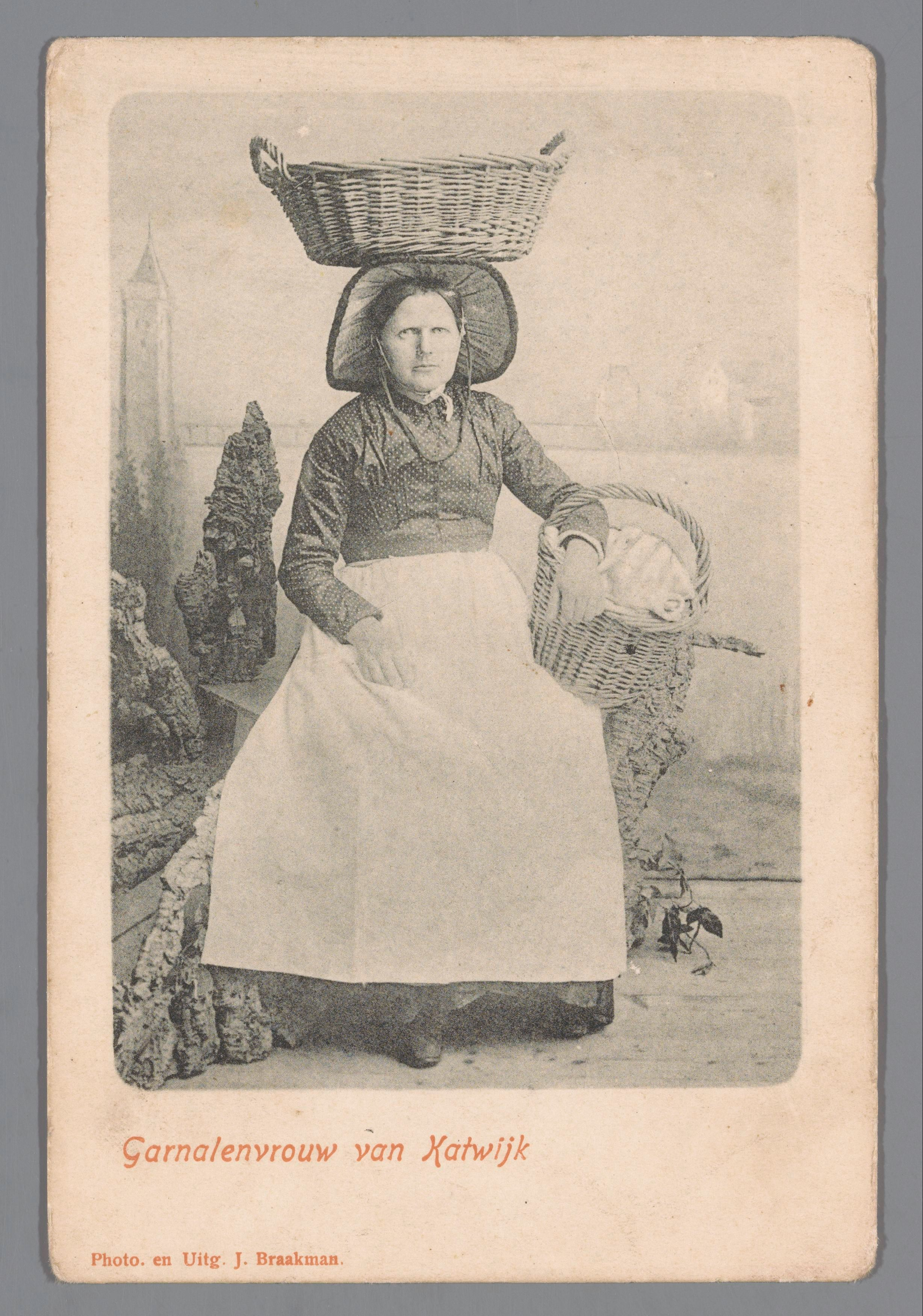
Garnalenvrouw van Katwijk (Lena van Katwijk), pelde garnalen bij rijke families in Oegstgeest en Wassenaar, (ca. 1899-1901), bron: Rijksmuseum. Foto: Jacob Braakman, Noordwijk.

Een garnalenpeller is iemand die garnalen pelt.

## Vroeger
Vroeger werd garnalen pellen vaak door thuiswerkers gedaan. Zo stonden de Volendamse en vooral ook Noord-Groningse huisvrouwen lange tijd bekend om hun garnalenpellen aan huis. 
Dit gegeven werd aangegrepen in een reclame voor de Gouden Gids. Daarin werden hele scheepsladingen garnalen aangevoerd, die zelfs voor een paar Volendamse vrouwen te veel bleken. 
Sinds 2015 gebeurt het pellen op kleine schaal weer in Den Haag.

## Pelbedrijven
Door strenge hygiëne-eisen moesten de vishandels vanaf 1990 een eigen pelhal inrichten, het thuiswerken van garnalenpellers was niet meer toegestaan. In eerste instantie werden de pellerijen verplaatst naar Polen, waar de arbeidskosten een stuk lager liggen dan in Nederland. Nog gunstiger voor de Nederlandse garnalenverwerkers bleek Marokko waar veel vrouwen beschikbaar zijn die tegen geringe arbeidskosten hard en hygiënisch willen werken.
Een probleem bij de bedrijven in Marokko is de afvalberg die dagelijks door de pelbedrijven geproduceerd wordt. Door de vele toegevoegde conserveringsmiddelen is het niet mogelijk om uit de garnalenschillen nog nuttige stoffen zoals chitosan uit te winnen. Ook de koeling is belastend voor het milieu; er is een groot verbruik van energie en koelvloeistof mee gemoeid. De garnaal wordt gedurende het gehele proces continu gekoeld tot 2 graden Celsius: tijdens opslag in Nederland, gedurende het transport over 5000 km, en tijdens de verwerking.

## Garnalenpelmachine
Er bestaan verschillende types garnalenpelmachines die het handmatig pellen kunnen vervangen. Hiermee worden verre transporten naar lageloonlanden, en de daarbij horende doses conserveringsmiddelen vermeden. De pelmachines hadden langdurig last van kinderziektes door technische beperkingen, bijvoorbeeld omdat de garnalen niet allemaal dezelfde grootte hebben. Anno 2010 zijn er garnalenpelmachines die het handwerk zonder bezwaar kunnen vervangen.